# 華麗線塘鱧
華麗線塘鱧（学名：Nemateleotris decora）为辐鳍鱼纲虾虎鱼目鰕虎魚科線塘鱧屬下的一个种，该物种于1973年由約翰·厄內斯特·蘭德爾和傑拉德·R·艾倫描述。

## 扩展阅读
- 維基物種上的相關：華麗線塘鱧